# Samische parlementen
Samische parlementen zijn per Scandinavisch land gevormd sinds de jaren tachtig/negentig van de vorige eeuw. 

## Geschiedenis
De Samen zijn een door de Europese Unie erkend inheems volk dat van oudsher in het noordelijke deel van Scandinavië en het schiereiland Kola woont. Toen de natiestaten ontstonden en Finland, Noorwegen, Zweden en Rusland zich vormden werd hun land - Sápmi - opgedeeld tussen deze staten . Dit heeft grote gevolgen gehad voor de cultuur en leefwijze van de Samen. Hun eigen politieke ordening in Siida's werd afgeschaft en de natiestaten eigende zich het gebied toe. Na jarenlange discussie en strijd werd erkend dat de Samen een inheems volk vormen met eigen rechten. 

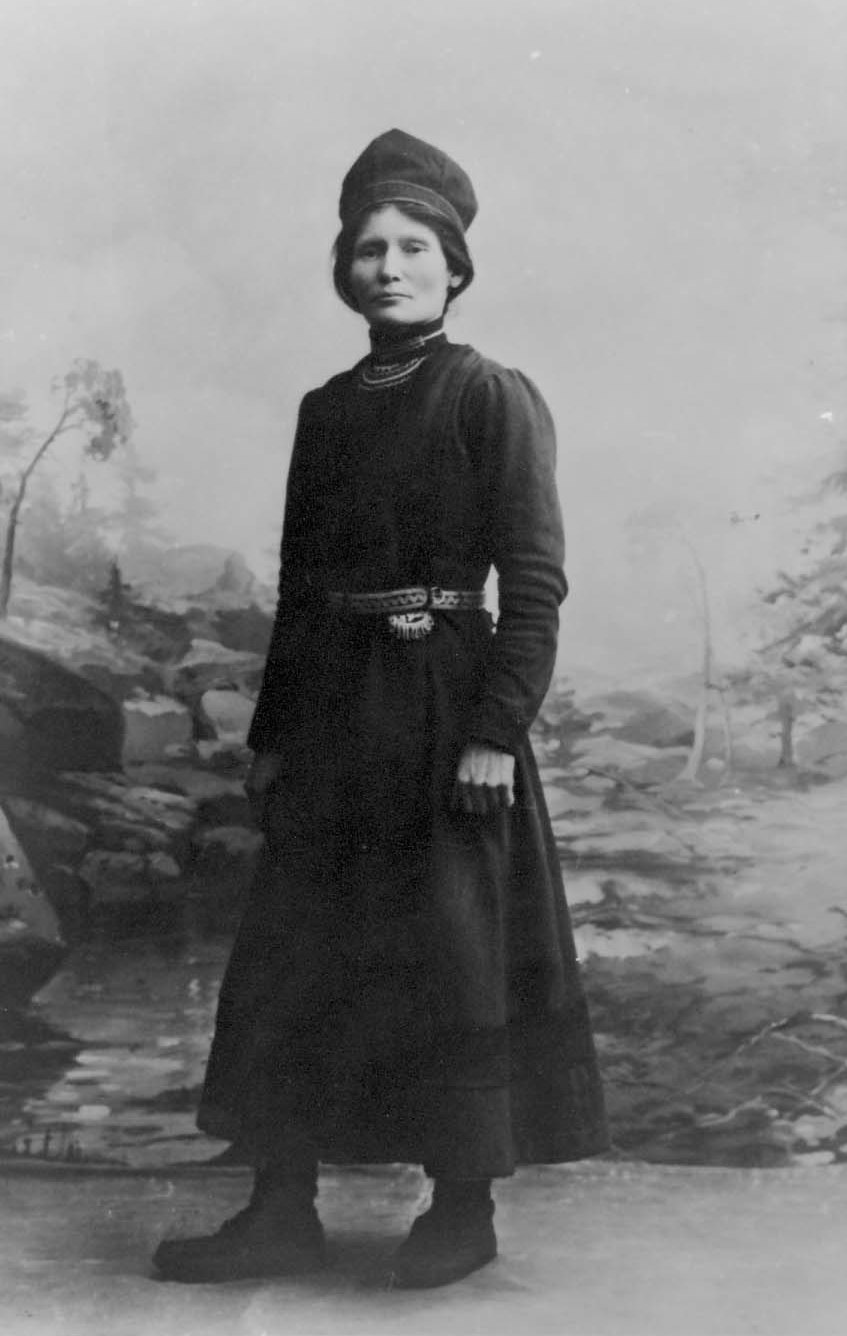
Elsa Laula Renberg

In 1904 richtte Elsa Laula Renberg (1877-1931) Lapparnes Centralförbund op, de eerste Samische activistische organisatie. Het doel was om problemen rond de toenemende staatskolonisatie en de aanwezigheid van kolonisten in het leefgebied van de Samen te bestrijden en om lokale landconflicten op te lossen. Doel was ook om de maatschappelijke, economische en politieke positie van de Samen te verbeteren. 
Elsa Laula Renberg was ook de voorzitter van het organisatiecomité van de eerste Samische conferentie die plaatsvond in 1917 in Trondheim. 
Aanleiding voor het organiseren van de conferentie was onder meer de ontbinding van de 100 jaar oude unie tussen Zweden en Noorwegen in 1905. Deze splitsing betekende dat de Samen van deze regio's burgers werden van twee verschillende staten. De jaarlijkse migratie van de rendieren - die over de staatsgrenzen heen liepen- dreigde daardoor onmogelijk te worden. In 1917 werd Finland onafhankelijk waardoor de Skolt Samen nu ook ineens in twee landen vielen (Finland en Rusland).
In de jaren zeventig groeide het zelfbewustzijn van de Samen verder. Het verzet tegen de geplande afdamming van de Alta rivier is hiervan een duidelijk markeringspunt. Hoewel de strijd deels verloren ging, openden de protesten de weg naar politieke hervormingen die uiteindelijk leidden tot de oprichting van de Samische parlementen.
Uiteindelijk is er sinds de jaren tachtig/negentig per Scandinavisch land een Samisch parlement gevormd.

## Parlementen
De Samische parlementen zijn een voorzichtige erkenning van de natiestaten dat de Samen een inheems volk vormen met eigen rechten. Maar die rechten zijn nog beperkt tot de domeinen taal en cultuur. Ze hebben geen territoriale rechten; dat wil zeggen dat het land niet van de Samen is, dus van zelfbeschikking is geen sprake.
De parlementen worden gesubsidieerd door de natiestaten. De budgetten zijn als volgt (stand 2021):
- Noorwegen: € 55 miljoen,
- Zweden: € 24 miljoen,
- Finland: € 8,1 miljoen.

De Noorse Samen krijgen een lumpsum (parlement beslist zelf over de verdeling). In Zweden zijn het vooral geoormerkte middelen gekoppeld aan de overheidstaken die ze uitvoeren. Dit geldt in principe ook voor Finland. De Samische parlementen kunnen geen eigen inkomsten genereren bijvoorbeeld via belastingen.
De Samen spreken verschillende talen. In Noord-Samisch heet het parlement de Sámediggi. In het Zuid-Samisch is dat Saemiedigkie; in het Lule-Samisch Sámedigge; in het Skolt-Samisch Sää'mte'ǧǧ en in het Inari-Samisch Sämitigge. De Noren en Zweden spreken over Sametinget en de Finnen over Saamelaiskärät.

### Sámediggi - het Noorse Samische parlement
De Samen zijn een inheems volk met traditionele territoria binnen de nationale grenzen van Finland, Noorwegen, Zweden en Rusland. De Samen woonden in hun nederzettingen lang voordat deze landsgrenzen werden vastgesteld. 
Het Samische parlement in Noorwegen is een uiting van erkenning dat de Samen een van de twee volkeren in Noorwegen zijn. Het wordt democratisch gekozen door en voor de Samen; het is een inheems parlement en behandelt alle zaken die de Samen aangaan. 
Het parlement is de belangrijkste dialoogpartner voor de Noorse regering in haar beleid over de Samen. Het parlement heeft ook bestuurlijke verantwoordelijkheid en beleidsinstrumenten op bepaalde gebieden overgenomen, bijvoorbeeld op het gebied van taal, cultuur en onderwijs.
Het parlement werd geopend op 9 oktober 1989 in Karasjok en in 2000 kreeg het een nieuw parlementsgebouw.
Het Alta-conflict, dat wil zeggen het verzet tegen het afdammen van de waterlopen van Alta en Kautokeino in de jaren zeventig en tachtig van de vorige eeuw, versnelde het proces dat leidde tot de oprichting van het Samische parlement. Het leidde ook tot de goedkeuring van een nieuwe bepaling in de Noorse grondwet in 1988, §108:
 Het is de verantwoordelijkheid van de autoriteiten van de staat om de voorwaarden te scheppen die het Samische volk in staat stellen zijn taal, cultuur en manier van leven te behouden en te ontwikkelen.
De parlementsverkiezingen worden ieder vier jaar gehouden en vallen samen met die van de Storting, het Noorse parlement. 
Iedereen die op de kiezerslijst van het parlement is ingeschreven, kan stemmen of zich kandidaat stellen. Iedereen die stemrecht heeft bij gemeenteraadsverkiezingen en is ingeschreven op de kiezerslijst, kan stemmen bij de parlementsverkiezingen van de Samen.
Iedereen die zichzelf als Same beschouwt en die of het Samisch als moedertaal heeft, of een ouder, grootouder of overgrootouder heeft met het Samisch als moedertaal, kan zich inschrijven op de kiezerslijst van het parlement. Ook kinderen van personen die op de kiezerslijst staan of stonden ingeschreven, kunnen zich inschrijven. Daar moet men actief voor kiezen.

#### Parlementsgebouw

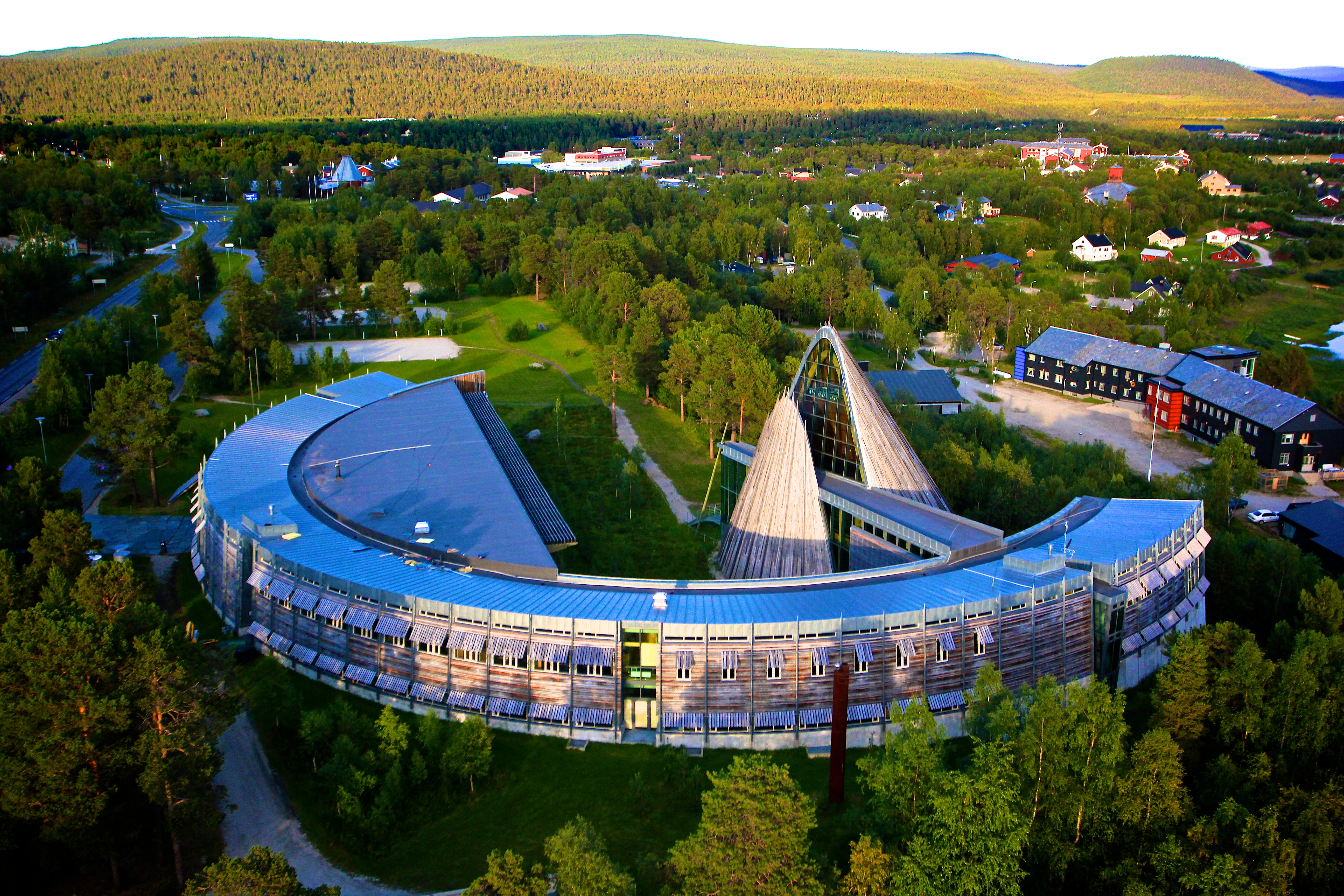
Het parlementsgebouw van de Noorse Samen: Sámediggi

Het Samische parlementsgebouw staat in Karasjok en werd op 2 november 2000 officieel geopend door Z.K.H. Koning Harald V.
Rondom het parlementsgebouw ligt een landschap dat bestaat uit pijnbomen en natuurlijke vegetatie. Elementen zoals het beton en de grijze kleur van de larikshouten lambrisering zorgt ervoor dat het gebouw opgaat in de omringende natuur. 
Het gebouw bestaat uit een halve cirkel met twee verdiepingen en biedt ruimte aan de bibliotheek, de receptie, vergaderruimten en kantoren. 
De plenaire zaal bevindt zich aan het einde van de halve cirkel, en is met een gesloten brug verbonden aan het hoofdgebouw. Het heeft de vorm van een klassiek Samische houten goahti (vergelijkbaar met de Indiaanse tipi).
De bibliotheek bevat de grootste verzameling boeken en documenten van Noorwegen over de Samische talen en Samische onderwerpen. De bibliotheek bevat boeken in meerdere Samische talen. Het bevat ook uitgebreide specialistische literatuur over Samische onderwerpen in de Scandinavische talen, Engels, Latijn, Duits en diverse andere talen. De bibliotheek staat open voor iedereen.

### Sámediggi - het Finse Samische parlement
Het Samische parlement (Sámediggi) is het zelfbestuursorgaan van de Samen in Finland, dat begin 1996 een wettelijke status kreeg. In de periode daarvoor (1973-1995) bestond een 'Sámi-delegatie' (Sámi Parlamenta), opgericht bij decreet.
Het parlement is het hoogste politieke orgaan van de Samen in Finland. Het is een onafhankelijke publiekrechtelijke rechtspersoon en geen staatsinstantie of onderdeel van het Finse openbaar bestuur. 
Op de website van het Ministerie van Justitie kunnen we lezen:
 Volgens de grondwet hebben de Samen, als inheems volk, het recht om hun eigen taal en cultuur te behouden en te ontwikkelen. Op hun geboortegrond hebben de Samen zelfbestuur voor wat betreft taal en cultuur
Het gebied waar het om gaat bestaat uit de gemeenten Enontekiö, Inari, Utsjoki en een deel van Sodankylä. Daarbinnen gelden de Samische talen als officiele taal (vergelijkbaar met ons Friesland). Onder de Samische talen worden hier verstaan: Inari-Samisch, Skolt-Samisch en Noord-Samisch. met het Fins erbij zijn deze gemeenten dus vier-talig.
Het parlement vertegenwoordigt de Samen in nationale en internationale verbanden en houdt zich bezig met de kwesties met betrekking tot de taal van de Samen, hun cultuur en hun positie als een inheems volk. Het parlement kan adviezen geven aan de autoriteiten.
De status van de Samen werd in 1995 in de grondwet vastgelegd. De Samen hebben als inheems volk het recht om hun eigen taal, cultuur en traditioneel levensonderhoud te behouden en te ontwikkelen. Er is ook een wet met betrekking tot het recht om de Samische taal te gebruiken in de omgang met de autoriteiten. 
Sinds 1996 hebben de Samen constitutioneel zelfbestuur in de hierboven genoemde gebieden op het gebied van taal en cultuur. Dit zelfbestuur wordt beheerd door het Samische parlement, dat wordt gekozen door de Samen. De Skolt-Samen behouden ook hun eigen traditie van dorpsbestuur. Dat is wettelijk geregeld in  de Skolt Act.

#### Cultureel centrum Sajos

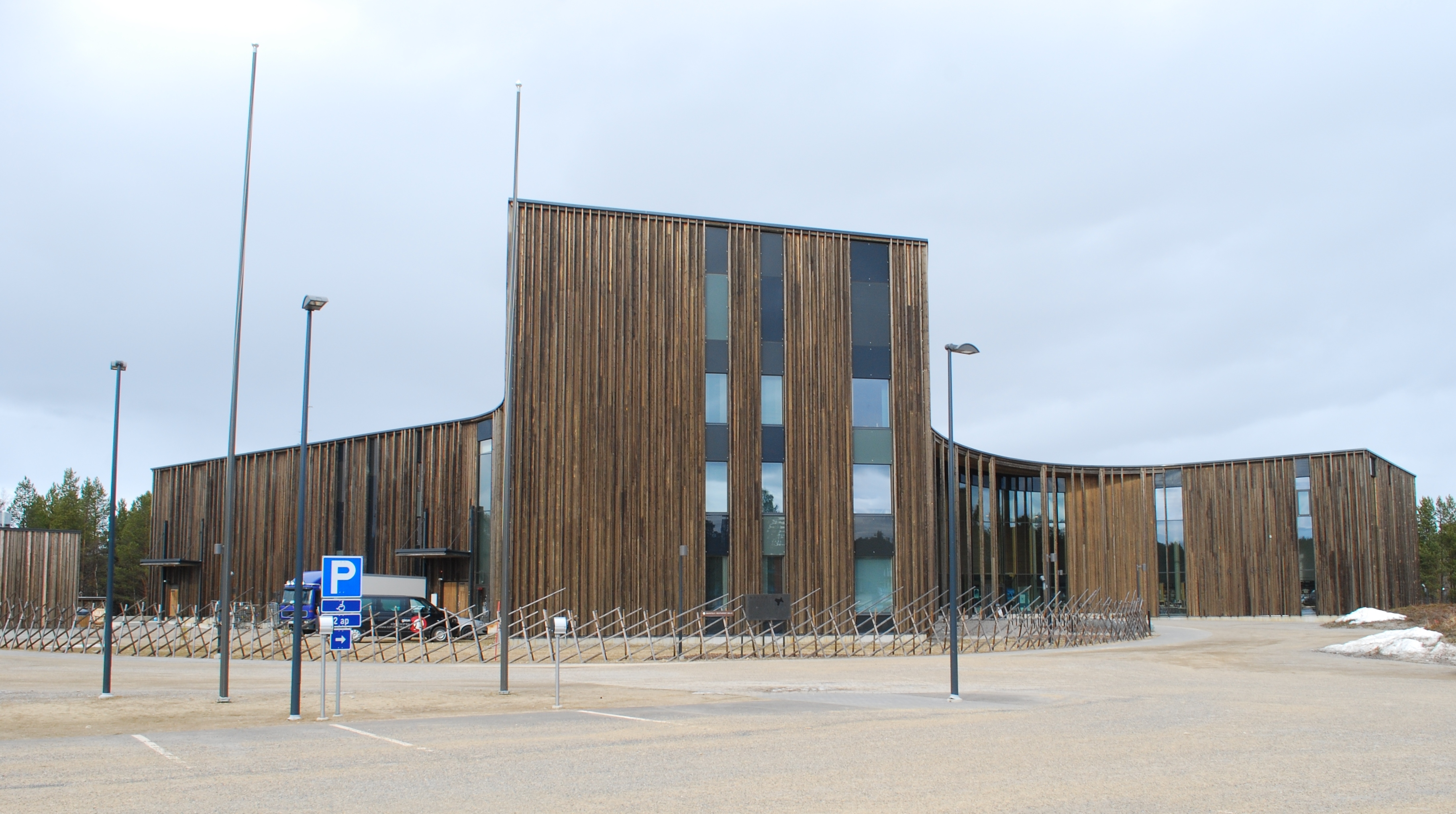
Het cultureel centrum Sajos

Het parlement is gehuisvest in het cultureel centrum Sajos in Inari. Het gebouw is ontworpen door Halo Architects - Janne Laukka en Tuomas Niemela, en werd opgeleverd in 2012.
Het gebouw is stervormig. De plattegrond lijkt op een rendierhuid.  De verschillende activiteiten zijn verdeeld over de verschillende punten van de ster. In het hart van het gebouw ligt het auditorium en de parlementszaal.
In het gebouw is ook het Samisch archief gehuisvest. De archieven maken deel uit van het Nationaal Archief van Finland.

### Sámediggi - het Zweedse Samische parlement
Als inheems volk hebben de Samen een andere status dan andere etnische minderheden in Zweden. De Samen zijn geen immigranten, ze hebben in hun vaste gebieden gewoond lang voordat de grenzen werden getrokken voor de naties van vandaag. In 1977 erkende de Zweedse Riksdag de Samen als een inheems volk in Zweden. Sinds 2011 worden de Samen als volk erkend in de Zweedse grondwet.
Het Samische parlement in Zweden werd in 1993 ingehuldigd. Hiermee werd de status van de Samen als een inheems volk door de Zweedse regering erkend. 
Het parlement is een mix van een door de bevolking gekozen parlement en een overheidsinstantie met beperkte en wettelijk gereguleerde taken. Er is hiermee een inherent conflict ingebouwd tussen het verlangen van de Samen naar meer onafhankelijkheid enerzijds en de behoefte aan regulering door de rijksoverheid (dit betreft o.a. de regulatie van de rendierhouderij).
In de praktijk leidt dit tot verkiezingsbeloften van Samische parlementariërs die vaak rechtstreeks in strijd zijn met de politiek van de regering en de Riksdag (het Zweedse parlement). Deze dubbelrol heeft er vaak toe geleid dat de politici van het Samische parlement zich verlamd en beperkt voelen door de regelgeving en subsidiesturing, aangezien het parlement een agentschap is dat onder de regering valt.
Het woord 'ting' (parlement) in Sameting heeft dus niet de reikwijdte die bijvoorbeeld de Riksdag en de gemeenten hebben. Er is geen sprake is van een zelfbeschikkingsorgaan.
De formele status van het Samische parlement wordt vermeld in de eerste paragraaf van de wet: 
Deze wet voorziet in voorzieningen voor een speciaal agentschap – het Samische parlement – met de primaire taak om toezicht te houden op kwesties met betrekking tot de de Samische cultuur in Zweden.
Volgens de toenmalige Zweedse regering was het besluit om van het Samische parlement een centrale administratieve instantie voor de rendierhouderij te maken een stap op de goede weg. Bepaalde administratieve taken werden vanaf 2007 overgedragen van de districtsbestuursraden en het ministerie van Landbouw naar het Samische parlement. 

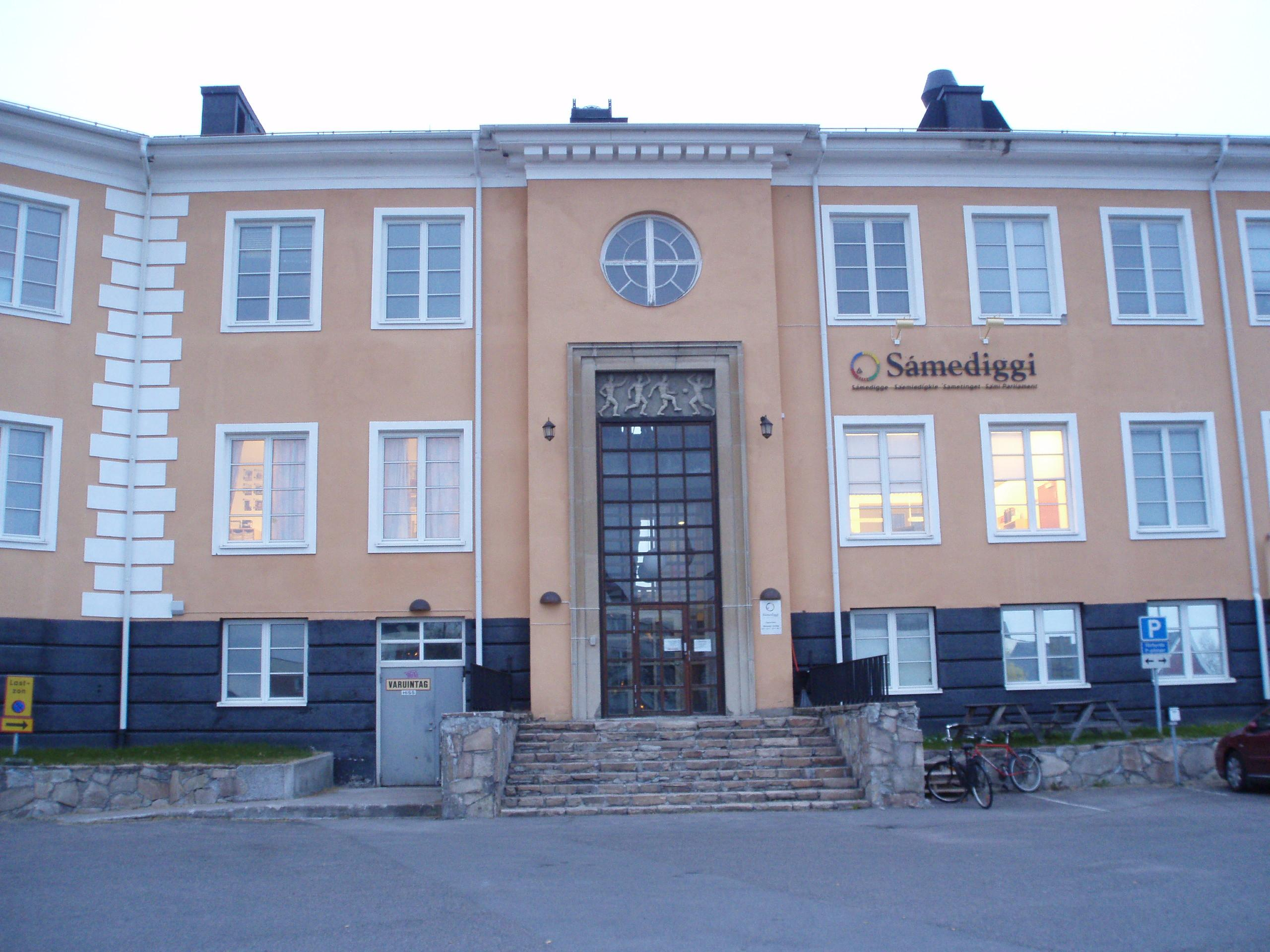
Het parlementsgebouw van de Zweedse Samen: Sámediggi

Het parlement als staatsagentschap valt rechtstreeks onder het Zweedse ministerie van Culturele Zaken. Het hoofdkantoor staat in Kiruna, maar er zijn ook kantoren in Jokkmokk, Tärnaby en Östersund.
De belangrijkste taak van het parlement is om zorg te dragen voor het levend houden van de cultuur van Samen. De taken van het parlement zijn geregeld in de Sami-parlementswet:
- Een centrale administratieve instantie voor de rendierhouderij
- Beslissen over de verdeling van de staatssubsidies en fondsen
- Benoemen van bestuur voor Sameskolan (de Samische school), zoals bedoeld in de Zweedse onderwijswet,
- doelstellingen bepalen voor en leiding geven aan de ontwikkeling van de Samische taal
- Bijdragen aan de 'societyplanning' en er op toe zien dat er rekening wordt gehouden met de behoeften van de Samen, inclusief de belangen van de rendierindustrie voor het gebruik van land en water,
- Informatie geven over de situatie van de Samen
- Uitvoeren van andere taken die volgens de wet of een ander statuut tot de zaken van het Samische parlement behoren.[7]

## Sámi Parlamentáralaš Ráđđi - de Samische Parlementaire Raad
De Samische parlementen in Noorwegen, Zweden en Finland werken samen via de Samische Parlementaire Raad - de Sámi Parliamentary Council (SPC), die in het jaar 2000 is opgericht. 
De Russische Samen zijn vaste deelnemers aan de SPC. De Samen moeten in staat zijn hun taal, cultuur en gemeenschapsleven te behouden en te ontwikkelen, zowel binnen als tussen nationale staten. De SPC helpt bij het coördineren van de politieke behandeling van zaken waarbij de Samen betrokken zijn, en helpt de ontwikkeling van praktische vormen van samenwerking tussen de Samische parlementen te vergemakkelijken.